# Drużynowe Mistrzostwa Świata na Żużlu 1983
Drużynowe Mistrzostwa Świata na Żużlu 1983 – dwudziesta czwarta edycja w historii.

## Eliminacje interkontynentalne

### Finał nordycki
| 15 maja 1983, Gislaved, Szwecja                                                                             | 15 maja 1983, Gislaved, Szwecja                                                                                          | 15 maja 1983, Gislaved, Szwecja                                                                                  | 15 maja 1983, Gislaved, Szwecja                                                                                  |
| Zwycięzca                                                                                                   | 2. miejsce | 3. miejsce | 4. miejsce |
| --- | --- | --- | --- |
| Dania - 47 - Erik Gundersen – 12 - Hans Nielsen – 12 - Ole Olsen – 12 - Tommy Knudsen – 11 - brak zawodnika | Szwecja - 24 - Jan Andersson – 8 - Tommy Nilsson – 7 - Björn Andersson – 6 - Hans Danielsson – 3 - Lennart Bengtsson – 0 | Finlandia - 19 - Kai Niemi – 8 - Ari Koponen – 6 - Pekka Hautamaki – 3 - Hannu Lehtonen – 1 - Olli Tyrvainen – 1 | Norwegia - 5 - Dag Haaland – 3 - Tormod Langli – 1 - Roy Otto – 1 - Jorn Haugvalstad – 0 - Dagfinn Jorgensen – 0 |

Awans:  Dania i  Szwecja do finału interkontynentalnego

### Finał zamorski
| 15 maja 1983, Reading, Wielka Brytania | 15 maja 1983, Reading, Wielka Brytania | 15 maja 1983, Reading, Wielka Brytania | 15 maja 1983, Reading, Wielka Brytania |
| Zwycięzca | 2. miejsce | 3. miejsce | 4. miejsce |
| --- | --- | --- | --- |
| Stany Zjednoczone - 38 - 5. Bobby Schwartz [c] - 7 (1,2,2,2) - 6. Dennis Sigalos – 12 (3,3,3,3) - 7. Shawn Moran – 10 (2,3,3,2) - 8. Kelly Moran – 9 (2,2,3,2) - rez. 18. Lance King – ns | Wielka Brytania - 27 - 13. Peter Collins [c] - 7 (2,1,1,3) - 14. Kenny Carter – 8 (2,3,2,1) - 15. Chris Morton – 6 (0,1,2,3) - 16. Simon Wigg – 6 (0,-,3,3) - rez. 20. Dave Jessup – 0 (nf) | Nowa Zelandia - 20 - 9. Larry Ross – 6 (3,2,1,0) - 10. Mitch Shirra [c] - 8 (1,3,2,2) - 11. David Bargh – 1 (0,0,0,1) - 12. Ivan Mauger – 5 (3,2,0,0) - rez. 19. Alan Mason – ns | Australia - 11 - 1. Billy Sanders [c] - 6 (3,1,1,1) - 2. Phil Crump – 2 (1,0,1,0) - 3. John Titman – 2 (1,0,0,1) - 4. Steve Regeling – 1 (0,1,0,-) - rez. 17. Rod Hunter – 0 (0) |

Bieg po biegu
| Bieg | Czas | Kolejność                            | Stany Zjednoczone | Wielka Brytania | Nowa Zelandia | Australia |
| ---- | ---- | ------------------------------------ | ----------------- | --------------- | ------------- | --------- |
| 1    | 63.4 | Mauger, Carter, Schwartz, Regeling   | 1                 | 2               | 3             | 0         |
| 2    | 61.6 | Sigalos, Collins, Titman, Bargh      | 4                 | 4               | 3             | 1         |
| 3    | 63.2 | Ross, K. Moran, Crump, Morton        | 6                 | 4               | 6             | 2         |
| 4    | 62.8 | Sanders, S. Moran, Shirra, Wigg      | 8                 | 4               | 7             | 5         |
| 5    | 62.1 | Sigalos, Ross, Regeling, Jessup (nf) | 11                | 4               | 9             | 6         |
| 6    | 62.4 | Shirra, Schwartz, Morton, Titman     | 13                | 5               | 12            | 6         |
| 7    | 62.5 | S. Moran, Mauger, Collins, Crump     | 16                | 6               | 14            | 6         |
| 8    | 62.5 | Carter, K. Moran, Sanders, Bargh     | 18                | 9               | 14            | 7         |
| 9    | 62.8 | K. Moran, Shirra, Collins, Regeling  | 21                | 10              | 16            | 7         |
| 10   | 62.4 | S. Moran, Carter, Ross, Titman       | 24                | 12              | 17            | 7         |
| 11   | 63.0 | Wigg, Schwartz, Crump, Bargh         | 26                | 15              | 17            | 8         |
| 12   | 63.4 | Sigalos, Morton, Sanders, Mauger     | 29                | 17              | 17            | 9         |
| 13   | 63.4 | Wigg, K. Moran, Titman, Mauger       | 31                | 20              | 17            | 10        |
| 14   | 62.5 | Morton, S. Moran, Bargh, Hunter      | 33                | 23              | 18            | 10        |
| 15   | 63.1 | Sigalos, Shirra, Carter, Crump       | 36                | 24              | 20            | 10        |
| 16   | 64.0 | Collins, Schwartz, Sanders, Ross     | 38                | 27              | 20            | 11        |

Legenda:     [c] – kapitan     rez. – rezerwowy     ns – nie startował     nf – nie ukończył

Awans:  Stany Zjednoczone i  Wielka Brytania do finału interkontynentalnego

### Finał interkontynentalny
| 26 czerwca 1983, Wimbledon, Anglia | 26 czerwca 1983, Wimbledon, Anglia | 26 czerwca 1983, Wimbledon, Anglia | 26 czerwca 1983, Wimbledon, Anglia |
| Zwycięzca | 2. miejsce | 3. miejsce | 4. miejsce |
| --- | --- | --- | --- |
| Dania - 35 - 9. Ole Olsen – 1 (1,-,-,-) - 10. Erik Gundersen – 12 (3,3,3,3) - 11. Tommy Knudsen – 5 (0,1,2,2) - 12. Hans Nielsen – 12 (3,3,3,3) - 19. Finn Thomsen – 5 (2,1,2) | Stany Zjednoczone - 31 - 5. Dennis Sigalos – 9 (2,1,3,3) - 6. Bobby Schwartz – 6 (2,3,0,1) - 7. Kelly Moran – 2 (2,u/w,-,-) - 8. Shawn Moran – 10 (3,3,2,2) - rez. 18. Lance King – 4 (3,1) | Wielka Brytania - 26 - 1. Peter Collins – 0 (0,-,-,-) - 2. Kenny Carter – 7 (2,2,1,2) - 3. Chris Morton – 8 (3,2,2,1) - 4. Simon Wigg – 3 (1,1,1,-) - rez. 17. Dave Jessup – 8 (2,2,3,1) | Szwecja - 4 - 13. Jan Andersson – 2 (1,1,0,0) - 14. Lillebror Johansson – 0 (0,0,-,-) - 15. Tommy Nilsson – 1 (0,0,1,0) - 16. Pierre Brannefors – 1 (1,0,0,0) - rez. 20. Anders Eriksson – 0 (0,0) |

Legenda:     rez. – rezerwowy     u – upadek     w – wykluczenie

Awans:  Dania i  Stany Zjednoczone do wielkiego finału,  Wielka Brytania do finału kontynentalnego.

## Eliminacje kontynentalne

### Ćwierćfinały
| 16 maja 1983, Debrecen, Węgry                                                                                          | 16 maja 1983, Debrecen, Węgry                                                                                             | 16 maja 1983, Debrecen, Węgry                                                                                     | 16 maja 1983, Debrecen, Węgry                                                                                  |
| Zwycięzca | 2. miejsce | 3. miejsce | 4. miejsce |
| --- | --- | --- | --- |
| Węgry - 35 - Zoltán Adorján – 11 - Zoltán Hajdú – 11 - János Oresko – 7 - Josef Petrikovics – 3 - István Sziráczki – 3 | Polska - 30 - Roman Jankowski – 12 - Bolesław Proch – 7 - Zenon Plech – 6 - Wojciech Żabiałowicz – 3 - Edward Jancarz – 2 | Bułgaria - 22 - Nikołaj Manew – 8 - Weselin Markow – 8 - Angeł Jeftimow – 4 - Orlin Janakiew – 2 - brak zawodnika | Austria - 8 - Walter Nebel – 3 - Siegfried Eder – 2 - Adi Funk – 2 - Toni Pilotto – 1 - Hubert Fischbacher – 0 |

Awans:  Węgry i  Polska do półfinału kontynentalnego
| 15 maja 1983, Treviso, Włochy                                                                                  | 15 maja 1983, Treviso, Włochy | 15 maja 1983, Treviso, Włochy                                                                             | 15 maja 1983, Treviso, Włochy                                                                                   |
| Zwycięzca | 2. miejsce | 3. miejsce                                                                                                | 4. miejsce |
| --- | --- | --- | --- |
| Czechosłowacja - 43 - Aleš Dryml – 12 - Petr Ondrašík – 8 - Milan Špinka – 8 - Jiří Štancl – 8 - Emil Sova – 7 | Włochy - 32 - Ottaviano Righetto – 10 - Armando Dal Chiele – 9 - Gianni Famari – 7 - Giovanni Brizzolari – 5 - Valentino Furlanetto – 0 | Holandia - 15 - Henny Kroeze – 5 - Henk Steman – 5 - Wil Stroes – 3 - Leo Bathoorn – 1 - Anne Elzinga – 1 | Jugosławia - 6 - Albert Kocmut – 3 - Krešo Omerzel – 2 - Zvonko Pavlic – 1 - Artur Horvat – 0 - Jože Zibert – 0 |

Awans:  Czechosłowacja i  Włochy do półfinału kontynentalnego

### Półfinał
| 26 czerwca 1983, Pardubice, Czechosłowacja                                                                          | 26 czerwca 1983, Pardubice, Czechosłowacja                                                                              | 26 czerwca 1983, Pardubice, Czechosłowacja                                                                                           | 26 czerwca 1983, Pardubice, Czechosłowacja                                                                       |
| Zwycięzca | 2. miejsce | 3. miejsce | 4. miejsce |
| --- | --- | --- | --- |
| Czechosłowacja - 44 - Aleš Dryml – 12 - Jiří Štancl – 12 - Vaclav Verner – 12 - Antonín Kasper – 8 - brak zawodnika | Polska - 25 - Roman Jankowski – 9 - Edward Jancarz – 8 - Andrzej Huszcza – 7 - Jan Krzystyniak – 1 - Boguslaw Nowak – 1 | Włochy - 15 - Ottaviano Righetto – 6 - Armando Dal Chiele – 4 - Gianni Famari – 4 - Valentino Furlanetto – 1 - Mauro Ferraccioli – 0 | Węgry - 11 - Zoltán Adorján – 3 - Zoltán Hajdú – 3 - János Oresko – 3 - Ferenc Farkas – 1 - István Sziraczki – 1 |

Awans:  Czechosłowacja do finału kontynentalnego

### Finał kontynentalny
| 10 lipca 1983, Abensberg, Republika Federalna Niemiec                                                                | 10 lipca 1983, Abensberg, Republika Federalna Niemiec                                                               | 10 lipca 1983, Abensberg, Republika Federalna Niemiec                                                 | 10 lipca 1983, Abensberg, Republika Federalna Niemiec                                                                    |
| Zwycięzca | 2. miejsce | 3. miejsce                                                                                            | 4. miejsce |
| --- | --- | --- | --- |
| Wielka Brytania - 40 - Kenny Carter – 12 - Dave Jessup – 11 - Peter Collins – 9 - Chris Morton – 5 - Les Collins – 3 | Czechosłowacja - 27 - Antonín Kasper – 7 - Aleš Dryml – 6 - Jiří Štancl – 6 - Vaclav Verner – 6 - Petr Ondrašík – 2 | RFN - 17 - Egon Müller – 9 - Karl Maier – 5 - Josef Aigner – 3 - Stefan Deser – 0 - Peter Wurtele – 0 | ZSRR - 12 - Walerij Gordiejew – 4 - Wiktor Kuzniecow – 4 - Michaił Starostin – 3 - Rif Saitgariejew – 1 - brak zawodnika |

Awans:  Wielka Brytania i  Czechosłowacja do wielkiego finału

## Wielki finał
| 12 sierpnia 1983, Vojens (Vojens Speedway Center), Dania | 12 sierpnia 1983, Vojens (Vojens Speedway Center), Dania | 12 sierpnia 1983, Vojens (Vojens Speedway Center), Dania | 12 sierpnia 1983, Vojens (Vojens Speedway Center), Dania |
| Zwycięzca | 2. miejsce | 3. miejsce | 4. miejsce |
| --- | --- | --- | --- |
| Dania - 37 - Erik Gundersen – 12 (3,3,3,3) - Hans Nielsen – 11 (2,3,3,3) - Ole Olsen – 7 (2,1,2,2) - Finn Thomsen – 0 (0,-,-,-) - rez. Peter Ravn – 7 (1,3,3) | Wielka Brytania - 29 - Michael Lee – 11 (3,3,3,2) - Kenny Carter – 8 (3,2,2,1) - Chris Morton – 7 (1,2,2,2) - Dave Jessup – 2 (d,-,-,2) - rez. Peter Collins – 1 (1,0) | Stany Zjednoczone - 27 - Dennis Sigalos – 9 (2,2,2,3) - Lance King – 6 (2,2,1,1) - Kelly Moran – 6 (1,3,1,1) - Bobby Schwartz – 6 (3,1,1,1) - rez. Rick Miller – ns | Czechosłowacja - 3 - Jiří Štancl – 2 (1,0,1,0) - Vaclav Verner – 1 (1,0,0,0) - Aleš Dryml – 0 (0,0,0,0) - Antonín Kasper – 0 (0,0,d,-) - Petr Ondrašík – 0 (0) |